# Вера, Мария Тереса
Мария Тереса Вера (исп. María Teresa Vera, 1895—1965) — кубинская певица, композитор и гитаристка, представительница музыкального жанра трова.

## Биография
Мария Тереса Вера родилась 6 февраля 1895 г. в кубинском городе Гуанахай. Певческую карьеру начала в 1911 г. Её первым учителем гитары был изготовитель сигар Хосе Диас. В 1916 г. сформировался дуэт Марии Тересы и Рафаэля Сикейры, существовавший вплоть до смерти последнего в 1924 г.
В 1925 г. Мария Тереса стала участницей секстета Сестеро Оксиденте (Sexteto Occidente). Одним из самых известных произведений Веры стала хабанера Veinte años, исполнявшаяся впоследствии многими певцами.
Певица скончалась 17 декабря 1965 г. в Гаване.

## Дискография
- TUMBAO TCD 090 María Teresa y Zequeira — El Legendario Dúo de la Trova Cubana
- TUMBAO TCD 087 SEXTETO OCCIDENTE Yo no tumbo caña